# Laos-Stechrochen
Der Laos-Stechrochen (Hemitrygon laosensis) ist eine Stechrochenart und lebt in den Flüssen Mae Nam Chao Phraya und Mekong in Thailand und Laos.

## Merkmale
Die Rochenart hat eine ovale Brustflossen-Scheibe, die etwas länger als breit ist. Sie erreicht Breiten bis 62 cm bei einem Gewicht von maximal 30 kg. Die Spitze der Schnauze ragt nach vorne hin leicht über Scheibe hinaus. Die Augen sind klein, gefolgt von etwas größeren Spritzlöchern. Der Schwanz ist peitschenartig und etwa zweimal so lang, wie die Scheibe breit. Auf der Oberseite des Schwanzes trägt sie einen, selten zwei Giftstachel. Die Oberseite ist braun, die Unterseite blass, mit großen, unregelmäßigen gelborangenen Flecken und einem orangeroten Rand. 

## Lebensweise
Der Laos-Stechrochen lebt meist nah über sandigem Grund im Mekong und Chao Phraya in vermutlich getrennten Populationen. Dort ernährt er sich von bodenbewohnenden Wirbellosen. Er ist ovovivipar mit Würfen von vermutlich nicht mehr als einem Jungtier. Häufig wird er als Beifang bei der Ringwadenfischerei auf Knochenfische eingebracht und frisch für den menschlichen Verzehr vermarktet. Wegen der starken Befischung seines Lebensraumes, Dammbauten und Wasserverschmutzungen aus Industrie und Landwirtschaft wird er von der IUCN als EN (stark gefährdet) eingestuft.

## Systematik
Die Rochenart wurde im Jahr 1841 durch die Ichthyologen Tyson R. Roberts und Jaranthada Karnasuta unter der wissenschaftlichen Bezeichnung Dasyatis laosensis beschrieben. Bei einer Mitte 2016 erfolgten Revision der Dasyatidae wurde die Art in die Gattung Hemitrygon gestellt.